# Hurde (Festungsbau)

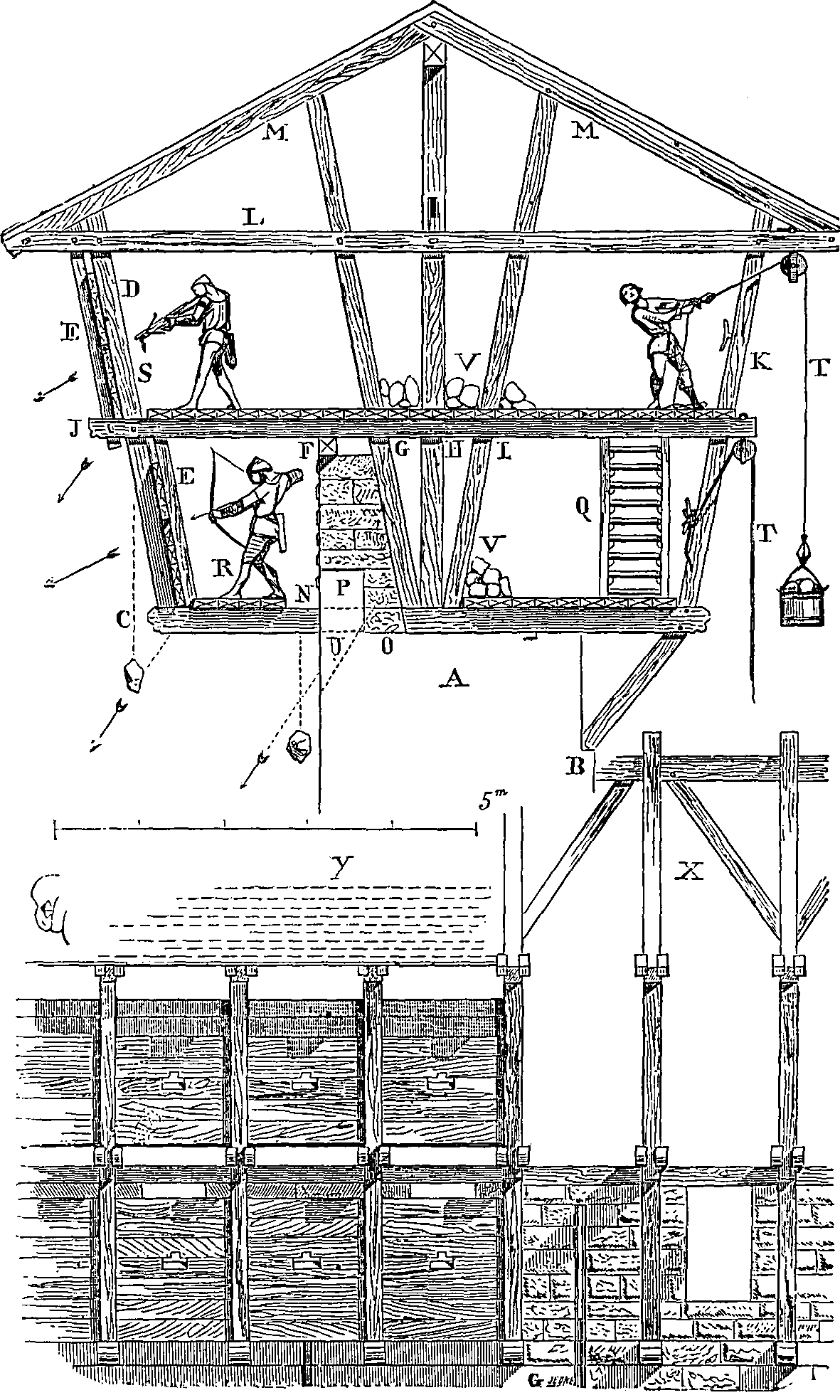
Zweigeschossige Hurde (Rekonstruktionsversuch von Eugène Viollet-le-Duc)

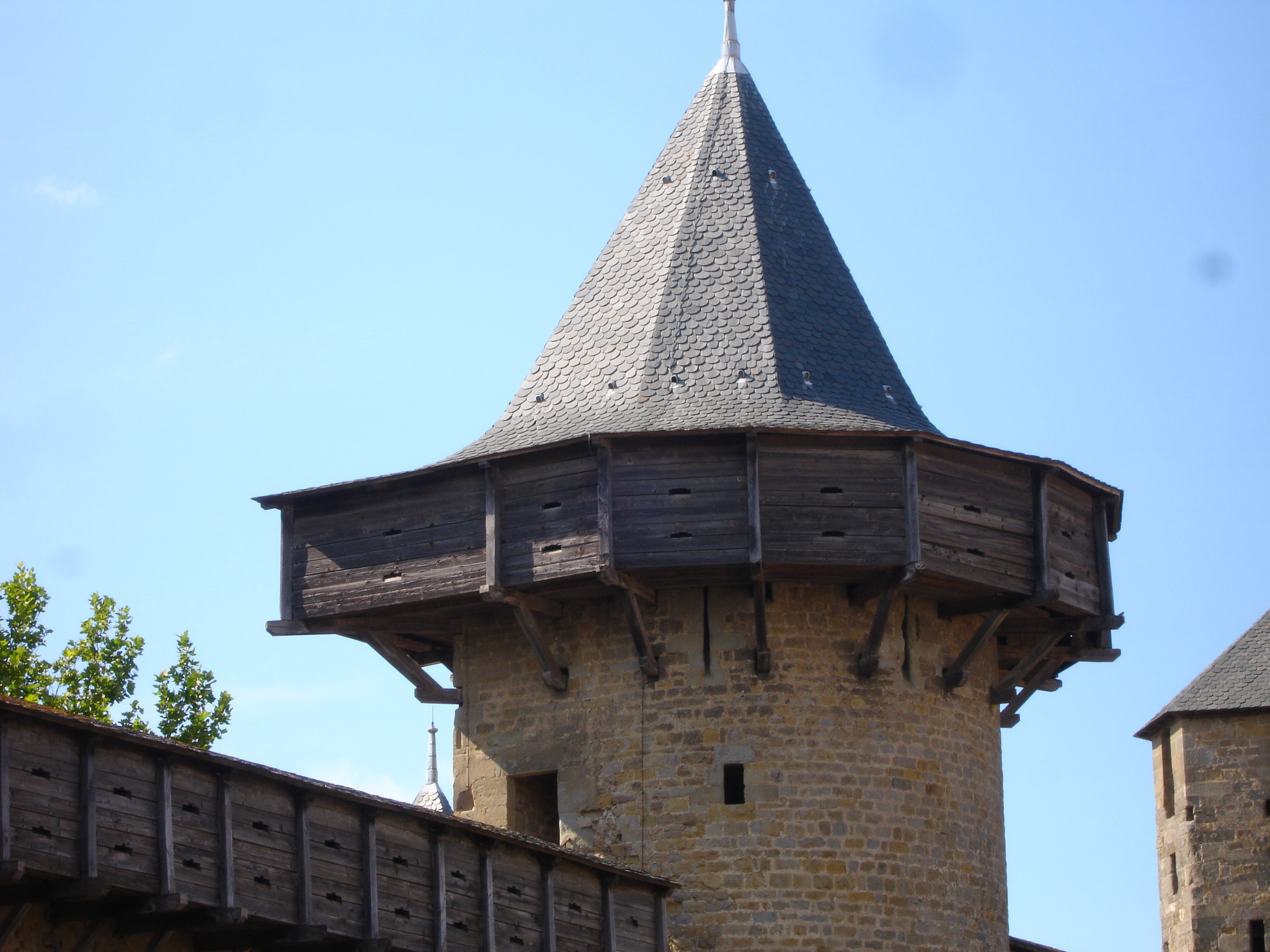
Rekonstruierte Hurden am Turm und auf der Mauerkrone in Carcassonne

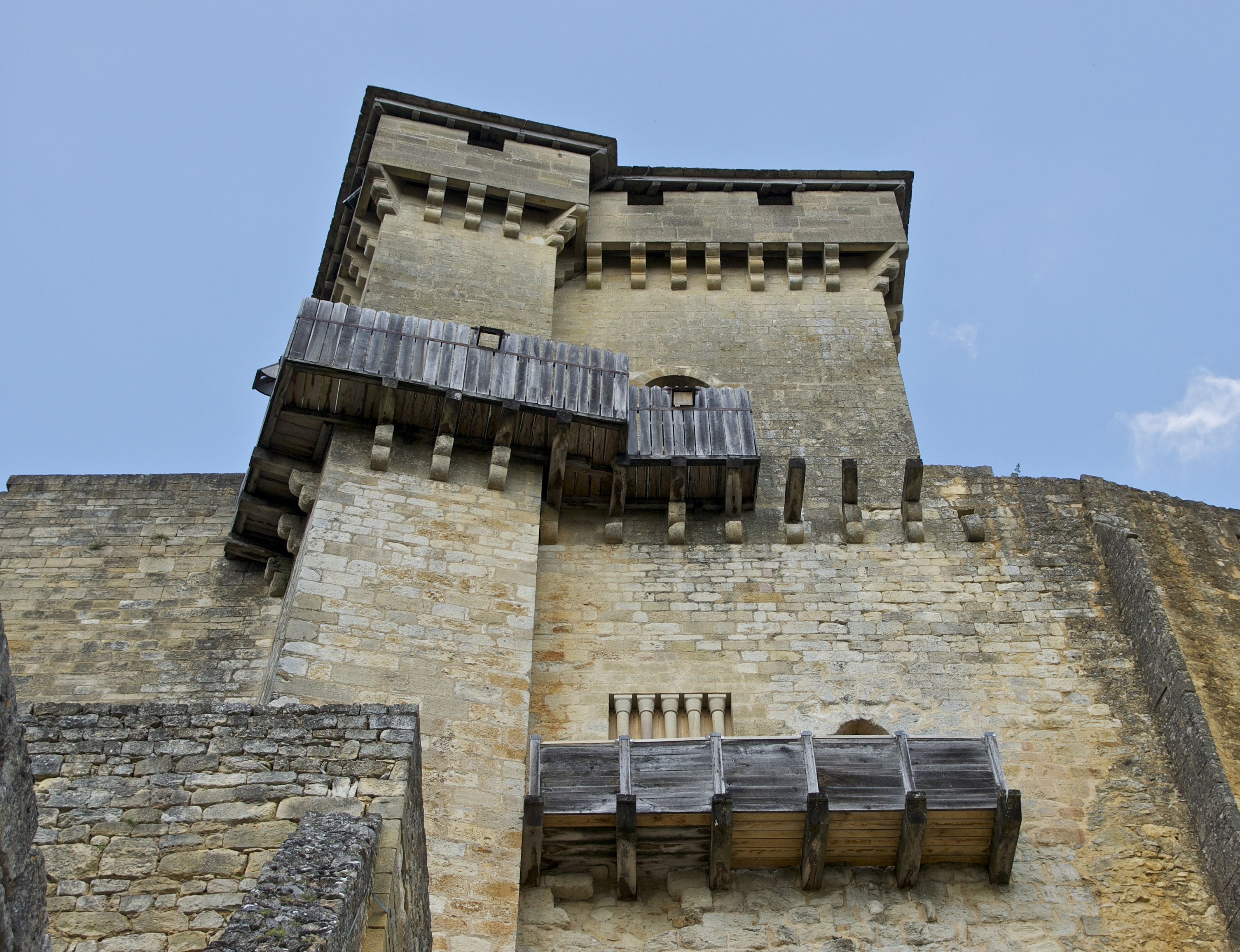
Rekonstruierte Hurden, Burg Castelnaud, Dordogne, Frankreich

Eine Hurde (althochdeutsch hürd ‚Flechtwerk aus Reisern‘) ist ein im Spätmittelalter in Gebrauch gekommener nach außen vorkragender hölzerner und überdachter Wehrgang auf Burg- oder Stadtmauern zur Bekämpfung von Angreifern am Mauerfuß.
Der überstehende Teil des Wehrganges wurde durch hölzerne Streben abgestützt, die in Mauerlöchern verankert waren oder auf steinernen Konsolen aufsaßen.  Hurden konnten eingeschossig oder zweigeschossig („Doppelhurde“) sein. Die nach außen gerichteten Wände bestanden aus dicken Holzplanken und waren mit Schießscharten versehen. Auf der über die Mauer hinausragenden Unterseite befanden sich üblicherweise Wurf- oder Gussöffnungen, durch die Steine auf die Angreifer geworfen oder heiße Flüssigkeiten auf sie gegossen werden konnten. Diese Löcher hatten damit die gleiche Funktion wie Maschikulis bei steinernen Wehrgängen, die besonders in Frankreich und Oberitalien zu finden sind.
In einer der Hurde ähnlichen Bauart konnten auch einzelne Aufbauten in Form eines Erkers oder Scharwachturms auf der Mauerkrone aufsitzen; diese werden als „Kampfhäuschen“ bezeichnet und entsprechen in ihrer Funktion den steinernen Wehrerkern.
In Verbindung mit Türmen, Schießscharten, Wehrgängen und Wehrerkern ermöglichten Hurden eine in der Höhe gestaffelte und damit flexible Verteidigung.